# Денят на свободата: Нашият Вермахт
Ден на свободата! – Нашият Вермахт (на немски: Tag der Freiheit! – Unsere Wehrmacht) е пропаганден документален филм на Лени Рифенщал.
Посветен е на Седмия конгрес на NSDAP провел се от 10-и до 16 септември 1935 г. в Нюрнберг на който са приети Нюрнбергските закони. Това е третият последен филм от документалната трилогия посветена на партията и предпоследния от цялата тетралогията преди знаменитата Олимпия.
В центъра на пропагандния филм са възстановените въоръжени сили след излизането на Германия от ОН и след денонсирането от страната на Версайския договор. Първата прожекция е в края на декември 1935 г. в канцлерството на Райха в Берлин, а официалната премиера е на 30 декември 1935 г. в Уфа-Паласт в Берлин. От общо от 17 хил. метра кинолента, режисьорката използва 760 метра за 28-минутен филм, който е и най-краткия от цялата серия. През 20 век дълго време се счита, че филмът е загубен преди отново да се появи в началото на 70-те години на 20 век във филмовите архиви на САЩ и СССР.
Инициатор на продукцията е генерал Валтер фон Райхенау, който отправя предложение за това до Рифенщал. Лентата показва маневри на Вермахта на полето край Нюрнберг, дирижабли, танкове, самолети в небето, като за снимките са привлечени над 14 хил. войници от всички родове войски. Символичният финал на филма е една ескадрила, която изрисува в небето свастика. Въпреки кратката си продължителност, този филм съдържа най-дългата реч на Адолф Хитлер в цялата трилогия. Фюрерът заявява, че армията служи само за гарантиране на мира. Лентата отразява и реч на райхсмаршал Херман Гьоринг на „конгреса на свободата“ който приема Нюрнбергските расови закони („Закона за защита на германската кръв и германската чест“). На конгреса тържествено е обявено, че евреите губят всички граждански права (в съответствие с 25-те точки) – и политически, и икономически, като са изключени и от културния живот в Райха.